# Chrystus po ubiczowaniu (obraz Bartolomé Estebana Murilla w Museum of Fine Arts w Bostonie)
Chrystus po ubiczowaniu (hiszp. Cristo después de la Flagelación) – obraz autorstwa hiszpańskiego malarza barokowego Bartolomé Estebana Murilla, powstały w 2. poł. XVII w.
Dzieło znajduje się w Muzeum Sztuk Pięknych w Bostonie.

## Historia
Pracownicy muzeum, w którego zbiorach znajduje się obraz, wyśledzili drogę, jaką przebył od mniej więcej 2 poł. XVIII w., z Londynu do Nowego Jorku. Placówka zakupiła go w 1953 od Jakuba Selingmanna za prawie 24 000 $, wykorzystując donację Fundacji Ernesta Wadswortha Longfellowa. Jak trafił z Hiszpanii do Wielkiej Brytanii, wciąż pozostaje w sferze spekulacji i poszukiwań naukowców.
To nie jedyny obraz Murilla przedstawiający scenę z tradycyjnych hiszpańskich procesji wielkopostnych (Chrystus po ubiczowaniu, w zbiorach Krannert Art Museum w Champaign).

## Opis
Murillo znany ze swego zamiłowania do przedstawiania scen łączących pietyzm z naturalizmem namalował scenę, którą można by nazwać „apokryficzną”. Brak bowiem w pismach Nowego Testamentu opisu zachowania Chrystusa po ubiczowaniu. Sama kara biczowania poświadczona jest przez prawie wszystkich ewangelistów. Nagie ciało klęczącego w bólu Jezusa wydaje się świecić. Ubiczowany stara się przyciągnąć do siebie swoją wierzchnią szatę, którą oprawcy rzucili na ziemię przed zadaniem razów. Za postacią Chrystusa artysta namalował kolumnę biczowania z powrozami (Arma Christi). Po prawej stronie dwaj aniołowie w pozie wyrażającej adorację i współcierpienie. Zdaje się, iż chcą schylić się i pomóc Zbawicielowi.
Scenę po ubiczowaniu Chrystusa przedstawili na swoich obrazach także dwaj inni malarze hiszpańskiego baroku: Jerónimo Jacinto Espinosa oraz Francisco de Zurbarán.